# Rzut stereograficzny

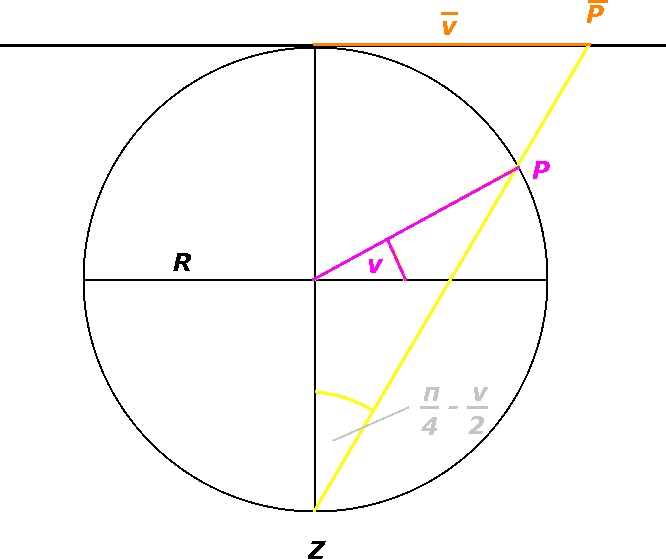
Z – środek rzutu, P′ – obraz punktu P

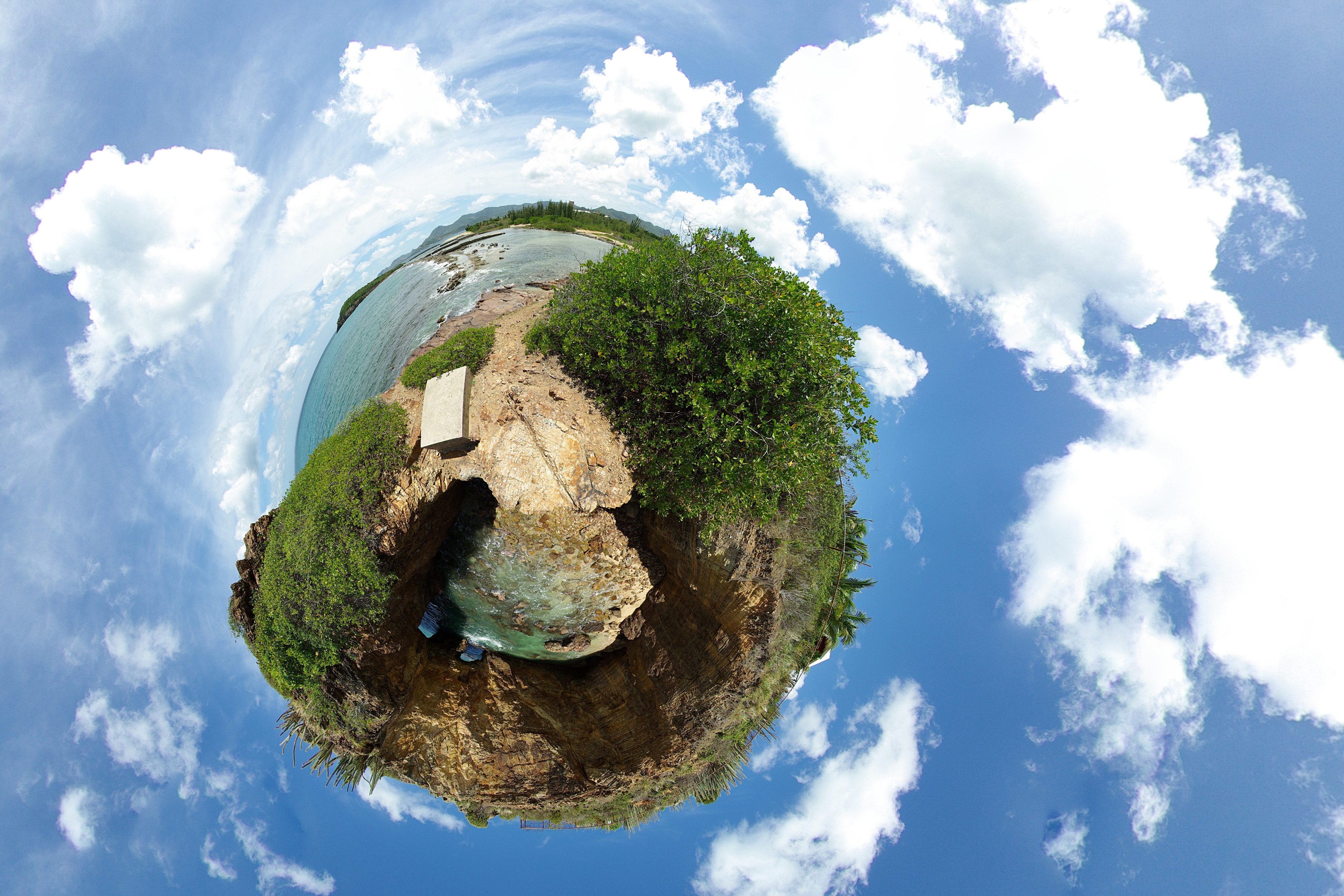
Panorama sferyczna wykonana przy użyciu projekcji stereograficznej

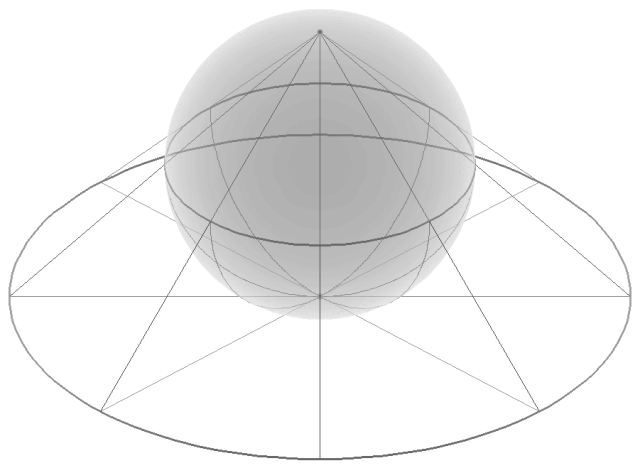
Przykład stereograficznej projekcji 3D z bieguna północnego na płaszczyźnie poniżej kuli

Rzut stereograficzny lub odwzorowanie stereograficzne – przekształcenie geometryczne, rzut środkowy sfery na płaszczyznę, w którym środkiem rzutu jest punkt sfery, zaś rzutnia jest styczna do sfery w antypodzie środka rzutu.

## Podstawowe własności
Odwzorowanie stereograficzne jest wzajemnie jednoznaczne ze sfery z wyłączonym jednym punktem (środkiem rzutu) na płaszczyznę.
Odwzorowanie to jest wiernokątne: dwie linie na sferze i ich obrazy na płaszczyźnie przecinają się pod takim samym kątem (zob. Kąt między dwiema krzywymi).
Każdy okrąg na sferze, „przechodzący” przez środek rzutu, odwzorowuje się na prostą na płaszczyźnie, zaś każdy inny okrąg na sferze odwzorowuje się na okrąg na płaszczyźnie.

W przekształceniu odwrotnym każda prosta na płaszczyźnie–rzutni odwzorowuje się na okrąg na sferze „przechodzący” przez środek rzutu, każdy okrąg na rzutni odwzorowuje się na okrąg na sferze.
Z dwu powyższych własności wynika, że w odwzorowaniu stereograficznym odwrotnym rodzina prostych równoległych na płaszczyźnie odwzorowuje się na rodzinę okręgów na sferze, „stycznych” w środku rzutu.

## W kartografii
Odwzorowanie stereograficzne znane było w starożytnej Grecji – jego matematyczny opis dał Hipparchos z Nikei (II wiek p.n.e.).
W kartografii jest stosowane głównie (choć nie tylko) do przedstawiania obszarów podbiegunowych. Od innych rodzajów odwzorowania azymutalnego różni się tym, że jest wiernokątne, nie zachowuje jednak odległości ani pól.

## W krystalografii
Odwzorowanie stereograficzne zostało wprowadzone do krystalografii w 1839 przez W.H. Millera.
Stosuje się je w celu wiernej prezentacji kątów pomiędzy normalnymi ścian. Umożliwia ona przedstawienie trójwymiarowych obiektów na płaszczyźnie z wiernym zachowaniem kątów.
Każda ściana, każda prosta i punkt reprezentowane są przez rzut punktu przecięcia sfery przez normalną na płaszczyznę równikową.